# Mwandishi
| 전문가 평가                          | 전문가 평가 |
| 평가 점수                            | 평가 점수   |
| 출처                                 | 점수        |
| ------------------------------------ | ----------- |
| Allmusic                             | [ 2 ]       |
| The Rolling Stone Jazz Record Guide  | [ 3 ]       |
| The Penguin Guide to Jazz Recordings | [ 4 ]       |

《Mwandishi》는 1971년에 발매된 미국의 재즈 피아니스트 허비 행콕의 아홉 번째 음반이다. 이 음반은 색소폰 연주자 베니 모핀, 트럼펫 연주자 에디 헨더슨, 트롬본 연주자 줄리언 프리에스터, 베이시스트 버스터 윌리엄스, 드러머 빌리 하트 등으로 구성된 행콕의 섹스텟이 공식적으로 수록된 첫 번째 음반이다.

## 배경
이 음반은 행콕이 재즈의 전통적인 관용구로부터 출발한 첫 번째 음반 중 하나이며, 1973년 음반 《Head Hunters》와 같이 결국 더 많은 청중들에게 어필한 독창적이고 창의적인 스타일의 시작이다. 게다가 《Mwandishi》는 마일스 데이비스와의 이전 경험에서 탐구한 음악적 원리와 스타일을 《In a Silent Way》에서 계속하기 위한 행콕의 시도였다.
《Mwandishi》의 트랙에는 15/8의 시간 서명인 〈Ostinato〉, 〈You'll Know You Get There〉, 그리고 〈Wandering Spirit Song〉이 포함되어 있다. 〈Wandering Spirit Song〉은 행콕이 긴장의 광범위한 사용과 방출을 특징으로 하며, 그는 초승달과 증가하는 음악적 목소리에 의해 노래의 긴장을 만든 다음 그의 신시사이저에 길게 유지된 화음으로 긴장을 풀어준다.

## 곡 목록
모든 곡들은 특별한 언급이 없는 한 허비 행콕에 의해 작곡하였다.
| #  | 제목                               | 작곡              | 재생 시간 |
| -- | ---------------------------------- | ----------------- | --------- |
| 1. | 〈Ostinato (Suite for Angela)〉    |                   | 13:10     |
| 2. | 〈You'll Know When You Get There〉 |                   | 10:22     |
| 3. | 〈Wandering Spirit Song〉          | 줄리언 프리에스터 | 21:26     |